# A&G NEXT BREAKS FIVE STARS
『A&G NEXT BREAKS FIVE STARS』(エーアンドジー ネクスト ブレイクス ファイブ スターズ)は、文化放送超!A&G+で、2015年4月6日から2019年9月27日まで放送されていた簡易動画付きインターネットラジオ番組。タイトルコールや番組欄の記載は『A&G NEXT BREAKS （パーソナリティ名）のFIVE STARS』となっている。

## 概要
月曜日から金曜日までの帯番組。
次にブレイクするであろう女性声優5人が、五つ星、超一流の声優・ラジオパーソナリティーに成長していく過程を見守るラジオである。2010年10月まで放送された『Voice of A&G Digital 超ラジ!Girls』、2015年10月まで放送された『A&G NEXT GENERATION Lady Go!!』の後継にあたる、新人女性声優主体の超A&G+の平日ベルト番組。放送形態や、1週間を通した共通コーナー、全員で番組主題歌を歌う、ニコニコ生放送を行うなど過去のベルト番組を踏襲している点が多い。
2015年10月2日までは、30分の録画番組として放送していたが、2015年10月5日から1時間の生ワイド番組としてリニューアルした。また、同時にニコニコチャンネルに「FIVE STARS☆ちゃんねる」を開設し、ニコニコ生放送にて同時生放送を開始した。
2016年4月からは、A&G ARTIST ZONE THE CATCHの改編（放送時間の短縮とパーソナリティの交代）に伴い、「THE CATCH推薦曲」の後継となる「A&G推薦曲」が開始。当番組でも、鷲崎健のヨルナイト×ヨルナイトと半月で曲を入れ替える形で月2曲放送している。
2019年8月5日 - 9日の各放送で、2019年9月末で放送を終了することが発表された（全体の最終回は9月27日）。後継番組は『A&G NEXT ICON 超!CUE!&A』。

### パーソナリティ
- 月曜 - 黒沢ともよ（マウスプロモーション所属[※ 1]）
- 火曜 - 深川芹亜（アクセルワン所属）
- 水曜 - 田中美海（81プロデュース所属）
- 木曜 - 松田利冴（アイムエンタープライズ所属）
- 金曜 - 吉田有里（シグマ・セブンe所属[※ 2]）

### 放送時間
- 2015年4月6日 - 2015年10月2日
収録放送
月曜日 - 金曜日 19:30 - 20:00 (再放送：当日27:00 - 27:30、翌日14:30 - 15:00（金曜は翌週月曜）)
- 2015年10月5日 - 2019年9月27日
生放送
月曜日 - 金曜日 20:00 - 21:00 (再放送：翌日8:00 - 9:00（金曜は翌週月曜）)
年末年始の放送（2015年12月28日 - 2016年1月1日、2016年12月29日 - 2017年1月4日、2018年1月1日 - 2018年1月5日、2018年12月31日 - 2019年1月4日）は収録放送。

### FIVE STARS☆ちゃんねる
2015年10月5日より、ニコニコ動画で公式チャンネル「FIVE STARS☆ちゃんねる」を開局。月額540円。加入すれば番組をタイムシフト視聴できるほか、本放送終了後の約10分間の「あふたーとーく」を聴くことができる。
2016年7月から、土曜日に不定期でFIVE STARSちゃんねる会員向けの動画コンテンツを配信している。

### テーマソング
番組終了時
オープニングテーマ
Magic Hour p.m.8（2019年2月 - 9月）
エンディングテーマ
ラブラブのテーマ（2019年2月 - 9月）
過去
オープニングテーマ
無限大の未来へ / FIVE STARS（2015年10月 - 2016年9月）
Bright Future / FIVE STARS（2016年10月 - 2019年1月）
エンディングテーマ
Twinkle Collector / FIVE STARS（2015年10月 - 2016年9月）
夕焼けオレンジ / FIVE STARS（2016年10月 - 2019年1月）

## コーナー

### 番組終了発表時に行われていたコーナー
基本的にどの曜日も毎週何かしらのコーナーを行うが、フリートークが長引いてコーナーが飛んだり、あふたーとーくでコーナーの延長戦を行うことが起こる。場合によっては1、2か月以上行われないコーナーもある。

#### 共通のコーナー
- STAR LINKS

パーソナリティ5人が週替りで同じことにチャレンジしていき、帯番組として繋がっていくコーナー。
2016年3月21日〜3月25日の番組放送にて各パーソナリティが初めて生電話を行ったコーナーでもある。

#### 黒沢ともよ
- マルマルを落とす方法!

2015年6月に、ともよルームで募集した「○○を落とすセリフ」が、黒沢と多くのリスナーから好評だったためコーナー化。毎回決まった職業や人物をテーマに「○○が言いそうな告白セリフ」や「○○を落とす方法」を募集する。2016年以降はゲストが登場する際に募集している。
2015年10月5日開始。
- もよいかおりの一口メィモゥ

あふたーとーく内で黒沢が桃井かおりの物真似をしながらメールを読んでいたのがリスナーから人気だったのでレギュラーコーナー化。悩み相談や疑問を、もよいかおりが解決する。現在はちゃんねる動画などで不定期に行われる。
2016年6月6日開始。
- クイズ!TOMOYO 何してんの THE MOVIE

黒沢が何かをしている「音声」だけを放送。リスナーはその音声を聞いて「黒沢さんは今何をしているでしょうか？」というクイズに、リアルタイムでツイッターに投稿する。正解した人の中から一人に、黒沢が番組公式ツイッターを使ってリプライを送る。
2016年12月5日開始。
- ともくんの動物お悩み相談室

ラジオを聴いてる動物のみんなからのお悩みを募集して、小学生のともくんが解決するコーナー。
2018年6月11日開始。
- あざともよ

「あざとい女性」を研究するため、リスナーから「こんな女性はあざといぞ」という情報を募集し、黒沢が実践するコーナー。
2018年11月15日開始。

#### 深川芹亜
- 心の詩

毎週番組の最後に行われる。ポエムを読むのが苦手な深川がリスナーから送られてきたポエムを読み、心を落ち着かせるコーナー。深川曰く「私の心は落ち着かない」。ゲストが番組終了まで出演するときは代読する時がある。
2015年10月6日開始。
- ロゴ川ジングル

ロゴ川と呼ばれる綺麗な深川に言って欲しいセリフを募集し、ジングルにして毎週紹介するコーナー。
2015年11月10日開始。
- クイズ!芹亜ショック

勉強が苦手な深川のために、リスナーから一般常識レベルのクイズを募集して、深川が回答するコーナー。一定数正解するとご褒美が、間違え続けると罰ゲームが用意される。
2018年5月22日開始。
- シャッターガール・芹亜

カメラや携帯で、色々写真を撮ることにハマっている深川が、お気に入りの写真を月に1回程度で紹介していくコーナー。
2018年5月29日開始。
- 100円ショップSeria

いくつかある商品の中から、100円ではない商品を選ぶコーナー。
なお、「Seria」は実在する店舗だが、タイアップコーナーではなく、無関係。
2019年4月30日開始。
- 写真集評論家・芹男!

発売されている女性声優の写真集をピックアップして、推しポイントを紹介するコーナー。
2019年7月2日開始。初回では豊田萌絵の写真集「moEmotion」、2回目では上坂すみれの写真集「Sumipedia」、3回目ではえなこの写真集「えなこ cosplayer」を取り上げた。

#### 田中美海
- こんばんは、みなみです!

ブログの書き出しにちょうど良さそうな短い文章を募集するコーナー。
2016年4月20日開始。
- おたなかいぎ

アニメの話をしていると急に出てくる『おたなか』さんと、毎回一つのテーマについて、ひたすらアニメの話をしていくコーナー。
2017年2月22日開始。
- おこっちゃうぞこのやろー!!

怒るのが苦手な田中の怒りを引き出すために、リスナーから『怒ってほしい懺悔』を送ってもらうコーナー。
2018年2月7日開始。

#### 松田利冴
- 利冴データベース

松田が興味のあるものを毎回一つ紹介していくコーナー。
2015年10月8日開始。
- りしゃえちゃん学ぶ

「まちゅだりしゃえちゃん」に、質問やテーマをリスナーにメールしてもらい「りしゃえちゃん」が紹介するコーナー。「りしゃえちゃん」は松田の知人という設定。
2018年5月3日開始。

#### 吉田有里
- ポイント制度

金曜日にのみ存在する、吉田が放送の出来如何でポイントを貰うことができる制度。毎週番組の最後に貰えるポイント又は減らされるポイントが発表される。ポイントが多くなればその分の商品を手に入れることができ、逆に一定数減らされると罰ゲームを受けさせられる。貰えるポイントはスタッフやその日のゲストの主観で決まり、桁外れなポイントの増減が起きることがある。これによってポイントを貯めた結果、吉田の友人である照井春佳との特番が決定した。特番タイトルは「吉田・照井の飛べ!カルボナーラ」（2015年10月8日の26時〜27時に放送、文化放送の某番組には一応許可をもらっているが無関係らしい）。
- ライブのコーナー

リスナーから送られたお題で、即興のライブをお送りするコーナー。
2015年10月9日開始。
- ゆーり生態記録（笑）

リスナーが吉田有里の生態を予想するコーナー。コーナータイトルは、吉田が運営しているブログの名前を弄ったもの。
2015年10月9日開始。
- ゆーりがんばれチャレンジ!

吉田が頑張って色々なものにチャレンジするコーナー。成功するとポイントが貰え、失敗するとリスナーから送られてきた恥ずかしいセリフを読まなければならない。
2015年10月9日開始。
- ゆーり先生の佐賀ゼミ

佐賀県出身である吉田が、佐賀県の事が分からないあなたと故郷のために、佐賀県の魅力を伝えていくコーナー。
2015年10月16日開始。
- よしだ組のオキテ!

吉田有里を組長、金曜スタッフを幹部、リスナーを幹部候補生（構成員）として、よしだ組のルールを考えるコーナー。元々は月曜の黒沢が自分たちの事を「月曜ほこほこFIVE STARS」と名付けていたのに対抗してテーマメールを集めていたのがきっかけ。
2016年2月26日開始。
- ふつおたのコーナー

フリートークが長引いたり、他のコーナーをやらない時に設けられるコーナー。

### 終了したコーナー

#### 共通のコーナー
- FIVE CHARACTERS

大日本印刷とのコラボ企画。番組内でお題となる台詞（ボイス）を発表し、その台詞が似合うオリジナルキャラクターをリスナーから募集する。お題は隔週で変更される。2019年1月～3月は各曜日で紹介された作品の中でMVC（Most Valuable Character）に選ばれた作品の中で一作品が、「FAIRY TAIL ハッピーの大冒険」（原作：坂本憲司郎）に掲載されるようになった。
2018年6月11日開始。2019年3月29日終了。

#### 黒沢ともよ
- ともよルーム

好きなことを紹介したり、リスナーからのオススメ情報を募集する、情報交換コーナー。ゲストが登場する際はこのコーナーでメールを募集する。
生放送に移行してから行われていない。
- 私vs大人

黒沢が大人に打ち勝つために、番組スタッフと対決するコーナー。
2015年7月20日開始。生放送に移行してから行われていない。
- モテ子プロファイリング

「モテるとは何か」を追及し「究極のモテ子」を作り出していくコーナー。
2015年10月5日開始。12月21日終了。
- Tomoyo Music

リスナーから届いた「こんな曲が知りたい！」というお便りに対し、音楽好きの黒沢がおすすめの一曲を提案し、選曲理由とともにその曲をお届けする。
2016年1月4日開始。
- ちょっと変だようちの部活

部活やサークルの変わった決まりをリスナーから募集するコーナー。
2016年4月25日開始。
- ほこほこ芋言葉

お芋が大好きな黒沢が「さつまいも」にまつわる全ての食べ物に「芋言葉」を授けていくコーナー。リスナーからは「芋言葉」のアイディアを募集する。
2017年6月5日開始。12月25日終了。
- さとう先生とともよのサイエンスマンデー

幼児帽を被ったキッズの黒沢さんと理系出身のプロデューサーの佐藤が扮する先生が、いろんな実験を通して科学の魅力を伝えるコーナー。
2017年5月1日開始。2018年3月26日終了。
- 月曜ほこほこラジオドラマ部

リスナーから指定された台詞を、音源で募集するコーナー。黒沢が審査し、最終的に選ばれたリスナーを集めてラジオドラマを制作する予定。
2016年7月4日開始。これまで2作品が製作され発表されている。
- ほこほこ探偵事務所

毎回発表される事件を、リスナーが探偵の一員となり推理していくコーナー。事件の内容はスタッフや黒沢が遭遇した出来事など。
2017年10月2日開始。2019年1月29日終了。
- いもよの次はコレ

『おいも』に次いで黒沢が夢中になりそうなモノを募集するコーナー。
2018年1月15日開始。ちゃんねる動画「いもよの次はコレ・総決算」(2018年11月）で終了。

#### 深川芹亜
- 20歳になったらしたい10のこと

2015年9月に20歳を迎える深川に、20歳になったらこんなことやったら？という提案を、募集するコーナー。
2015年9月29日終了。
- アイコン画家・芹亜

リスナーから深川に書いて欲しいツイッターアイコンのお題を募集し、深川がお題に沿って描いたアイコンを披露するコーナー。
2016年4月19日終了。
- モノマネとして軸がブレている

毎回お題を決めてモノマネを披露。リスナーからモノマネの修正点や上達ポイントを募集するコーナー。
2016年4月26日終了。
- 芹亜の中にいる芹男くん（セカンドシーズン）

番組開始以来、その言動から「セクハラ声優」といわれている深川だが、実は全て深川芹亜のなかにいる芹男くんが悪い。どのようなシチュエーションの時に芹男くんが出てくるのか検証するコーナー。2016年4月12日からはセカンドシーズンとなり、140字以内で芹男くんが興奮するシチュエーションを呟くスタイルになった。
2015年10月6日開始。2017年2月28日終了。
- マジ川さんのマジ相談TEL

深川扮するマジ川さんが生電話でリスナーの相談に乗るコーナー。
2016年4月19日開始。2017年5月16日終了。
- 紙芝居作家・芹亜

リスナーから物語の一部を募集し、選んだ一つに深川が絵を付け、さらにその先の物語を募集する連続紙芝居コーナー。
2016年5月3日開始。2018年4月24日終了。
- 芹男くんと108つの煩悩

番組開始以来、その言動から「セクハラ声優」といわれている深川だが、実は全て深川芹亜のなかにいる芹男くんの煩悩が悪い。一般的に108つある「煩悩」にどんな欲があるのかを送ってもらい、芹男くんが独自の観点で煩悩を選んでいくコーナー。
2017年5月30日開始。2019年4月16日終了。
- 芹亜お姉ちゃんがナデナデしてあげる

リスナーから「落ち込んだ話」「不幸だった話」「絶望した話」を募集し、そのメールを受けて、芹亜お姉ちゃんがナデナデしてくれるコーナー。
2017年7月13日開始。2019年4月16日終了。
- 芹男くんのニヤニヤワード

番組開始以来、その言動から「セクハラ声優」といわれている深川だが、実は全て深川芹亜のなかにいる芹男くんの煩悩が悪い。このコーナーでは日常会話で普通に使われているけど、どことなくエッチに聞こえる言葉を募集し、芹男くんがニヤニヤしたら芹男ワードとして認定する。
2019年4月30日に開始するも、送られてきた内容が放送できないものが多かったので自然消滅した。

#### 田中美海
- みんにゃのはっぴ〜！

リスナーから最近の「ハッピー」なエピソードと「アンハッピー」なエピソードを募集するコーナー。
2015年10月7日開始。2016年3月30日終了。
- 田中さーん。

全国の田中さんの情報を集めるコーナー。
ただし、所属するWake Up, Girls!のメンバーがゲストとしてきた場合はメンバーが知っている田中美海の情報を暴露する。
2015年10月7日開始。
- とりあえずやってみた。

企画をするのが苦手な田中が企画したことを、とりあえずやってみるコーナー。企画が良ければスタッフが謝罪し、あまり良くなければ田中が謝罪する。
2016年4月20日開始。2016年6月8日以来行われていない。
- 時間はあるけど手短にお伝えします（時間も無いので手短にお伝えします）

手短にリスナーから募集したセリフを披露するコーナー。2015年10月から放送時間が拡大しタイトル変更。
- 教えて、トリセツ！

番組内でがさつなイメージがついてしまった田中のために、身の回りの物の様々な取扱説明書を勝手に作って送ってもらうというコーナー。本当のことでもネタでも可。
2017年2月22日開始。2018年1月17日以来行われていない。
- こちらみにゃみ調査局

リスナーのちょっとした気になることや話題のこと、試して欲しいことを調査員になって調査し、報告するコーナー。生放送に移行してからは年に数回不定期で行われていた。

#### 松田利冴
- これは、名言な【り】！

リスナーから「自分の中の名言」を送ってきてもらい、本当に名言かどうか判定するコーナー。
2015年6月25日終了。
- ヒーローを作【り】たい！

リスナーからヒーロー作品の主人公のアイディアを募集するコーナー。最終回にはこれまで募ったアイデアを全て盛り込んだヒーロードラマを披露した。
2015年9月24日終了。
- たったひとつの冴えた相談の乗【り】かた

リスナーからの悩み事にズバっと冴えた答えをしていくコーナー。
2015年10月1日終了。
- 可愛いを知【り】たい！！

「可愛い」がよくわからない松田が、リスナーから送られてきた可愛いものに触れてセンスを磨くコーナー。
2015年10月8日開始。2016年3月24日終了。
- タメ口でしゃべ【り】たい！シーズン2

タメ口が苦手な松田のために、リスナーから松田がタメ口で返せるようなセリフを募集するコーナー。2015年10月からはシーズン2となり、実際に会話相手をつけて毎回リスナーから募ったテーマに沿って会話する形式となった。2016年4月28日終了。
- タメ口タイム

「タメ口でしゃべ【り】たい！」で訓練を積んだが、まだタメ口に慣れていない松田のために作られた時間。放送中に突然ゴングが鳴り、そこから数分間、敬語や丁寧語が使用できなくなる。
- セクシーを教わ【り】たい♡

リスナーから募集した『これが出来たらセクシー』ということに挑戦していくコーナー。
2016年5月5日開始。2019年2月7日終了。
- 利冴・即・斬！

リスナーから斬ってほしいものやことを募集し、松田が斬っていくコーナー。
2016年7月28日開始。2019年2月7日終了。

#### 吉田有里
- 打倒！ポジティブ

リスナーが抱えているネガティブな案件を送ってもらい、みんなで共感・一致団結し、ポジティブをぶっ倒そうというコーナー。
2015年9月18日終了。
- 有里はひとり上手！

一人ですると楽しい事、一人でしても楽しい事を募集するコーナー。
2015年9月25日終了。
- Y.YOSHIDA アイ・ラブ・ユー、OK?

吉田ゆーきちが、ビックになりたいと夢を見ながら日々もがき苦しんでいるキミに贈るミニ番組。このコーナーの時だけ映像は静止画になる。
2015年10月2日終了。
- M2のコーナー

リスナーから送られたお題で、即興の鼻歌をお送りするコーナー。
2015年10月9日から「ライブのコーナー」に引き継がれる形で終了。
- ブス川柳

リスナーから寄せられたブスに関する川柳を募集するコーナー。2018年1月26日に一回限りで行われた。

## ゲスト・代打パーソナリティ
代打パーソナリティの放送回と全曜日のパーソナリティ出演回は、放送回数に含まずにカウントされている。
※太字…代打パーソナリティ
FIVE STARS☆ちゃんねる
- 【水曜日】「みんなで人狼スペシャル2」(2016年12月) 若井友希
- 【月曜日】「いもよの次はコレ・総決算」(2018年11月）MICHI

## イベント
A&Gサマーフェスティバル お渡し会
- 2015年8月14日 - 文化放送

出演者：田中美海、深川芹亜、吉田有里
- 2015年8月15日 - 文化放送

出演者：黒沢ともよ
- 2015年8月16日 - 文化放送

出演者：松田利冴
A&Gオールスター2015
- 2015年11月22日 - パシフィコ横浜

出演者：黒沢ともよ、深川芹亜、田中美海、松田利冴、吉田有里
当イベントで番組テーマソングを初歌唱した。
CD発売記念公開生放送
- 2016年2月5日 - 文化放送メディアプラスホール

出演者：FIVE STARS（黒沢ともよ、深川芹亜、田中美海、松田利冴、吉田有里）
『無限大の未来へ / Twinkle Collector』に付属された「謎のイベント応募券」で募集されたイベント。
A&G NEXT BREAKS FIVE STARS FESTIVAL 2016
- 2016年6月26日 - 品川プリンスホテル クラブeX

出演者：FIVE STARS（黒沢ともよ、深川芹亜、田中美海、松田利冴、吉田有里）
「Bright Future / 夕焼けオレンジ」発売記念サイン付ソロアナザージャケットお渡し会
- 2017年2月27日 - 文化放送メディアプラスホール

出演者：黒沢ともよ
- 2017年2月28日 - 文化放送メディアプラスホール

出演者：深川芹亜
- 2017年3月1日 - 文化放送メディアプラスホール

出演者：田中美海
- 2017年3月2日 - 文化放送メディアプラスホール

出演者：松田利冴
- 2017年3月3日 - 文化放送メディアプラスホール

出演者：吉田有里
A&G NEXT BREAKS FIVE STARS〜ソロイベント〜
- 2017年10月1日 - 文化放送メディアプラスホール

出演者：田中美海、大森日雅（昼の部）、花守ゆみり（夜の部）
- 2017年10月7日 - 文化放送メディアプラスホール

出演者：深川芹亜、東山奈央（昼の部）、桑原由気（夜の部）
- 2017年11月5日 - 文化放送メディアプラスホール

出演者：黒沢ともよ、吉田仁美（昼の部）、根本凪（夜の部）
- 2017年12月3日 - 文化放送メディアプラスホール

出演者：松田利冴、千本木彩花（昼の部）、佳村はるか（夜の部）
- 2017年12月17日 - 文化放送メディアプラスホール

出演者：吉田有里、照井春佳（昼の部）、井上麻里奈（夜の部）
A&G NEXT BREAKS FIVE STARS FESTIVAL 2018
- 2018年7月15日 - 品川グランドホール

出演者：FIVE STARS（黒沢ともよ、深川芹亜、田中美海、松田利冴、吉田有里）
「Magic Hour p.m.8 / ラブラブのテーマ」発売記念サイン付ソロアナザージャケットお渡し会
- 2019年3月4日 - 文化放送メディアプラスホール

出演者：黒沢ともよ
- 2019年3月5日 - 文化放送メディアプラスホール

出演者：深川芹亜
- 2019年3月6日 - 文化放送メディアプラスホール

出演者：田中美海
- 2019年3月7日 - 文化放送メディアプラスホール

出演者：松田利冴
- 2019年3月8日 - 文化放送メディアプラスホール

出演者：吉田有里
A&G NEXT BREAKS FIVE STARS FESTIVAL 2019
- 2019年6月23日 - よみうりランド 日テレらんらんホール

出演者：FIVE STARS（黒沢ともよ、深川芹亜、田中美海、松田利冴、吉田有里）
A&G NEXT BREAKS FIVE STARS FINAL FESTIVAL
- 2019年10月13日 - 日経ホール

出演者：FIVE STARS（黒沢ともよ、深川芹亜、田中美海、松田利冴、吉田有里）
当初はライブパートメインの昼公演とトークパートメインの夜公演の予定だったが、イベント前日の10月12日に令和元年東日本台風（台風19号）が首都圏を直撃し、イベント当日の日中まで交通網が麻痺する可能性がほぼ確実であったため昼公演が中止になり、夜公演で昼公演に行う予定だったライブパートの一部を披露することになった。

## 関連商品

### 音楽CD
- 無限大の未来へ / Twinkle Collector

番組初のテーマソングCD。
歌唱は、FIVE STARS（黒沢ともよ、深川芹亜、田中美海、松田利冴、吉田有里）。
2015年12月28日発売。
収録曲
1. 無限大の未来へ
  - 作詞：まつもとななみ / 作曲・編曲：青山康平
2. Twinkle Collector
  - 作詞・作曲・編曲：杉浦"ラフィン"誠一郎
3. 無限大の未来へ（インスト）
4. Twinkle Collector（インスト）
5. ボーナストラック FIVE STARSあふたーとーく in A&Gオールスター2015（2015.11.22 パシフィコ横浜）

- Bright Future / 夕焼けオレンジ

2枚目となるテーマソングCD。
歌唱は、FIVE STARS（黒沢ともよ、深川芹亜、田中美海、松田利冴、吉田有里）。
2016年12月29日発売。
収録曲
1. Bright Future
  - 作詞：唐沢美帆 / 作曲・編曲：EFFY
2. 夕焼けオレンジ
  - 作詞・作曲：杉山勝彦 / 編曲：杉山勝彦・三谷秀甫
3. Bright Future（インスト）
4. 夕焼けオレンジ（インスト）
5. ボーナストラック「FIVE STARS 裏とーく」

- Magic Hour p.m.8 / ラブラブのテーマ

3枚目となるテーマソングCD。
歌唱は、FIVE STARS（黒沢ともよ、深川芹亜、田中美海、松田利冴、吉田有里）。
2019年2月4日発売。
収録曲
1. Magic Hour p.m.8
  - 作詞・作曲：青木佑磨 / 編曲：杉浦"ラフィン"誠一郎
2. ラブラブのテーマ
  - 作詞・作曲：青木佑磨 / 編曲：杉浦"ラフィン"誠一郎
3. Magic Hour p.m.8（インスト）
4. ラブラブのテーマ（インスト）
5. ボーナストラック「FIVE STARS 裏とーく」

- A&G NEXT BREAKS FIVE STARS BEST

これまでの番組テーマソング6曲と、「ラブラブのテーマ」ソロバージョン、さらに新曲２曲を加えた、計13曲を収録。ブックレットには撮り下ろし写真、FIVE STARS HISTORY、メンバーからのメッセージ色紙などが収録されている。
「A&G NEXT BREAKS FIVE STARS FINAL FESTIVAL」の物販で先行発売され、2019年10月14日よりA&Gショップにて一般発売された。
1. 五芒星（新曲）
  - 作詞・作曲：青木佑磨、編曲：三浦誠司
2. TWINKLE "5" STARS☆（新曲、Luce Twinkle Wink☆のアルバム「LLTW☆」に収録された同曲のカバー）
  - 作詞：黒崎真音、作曲：川﨑海、編曲：三浦誠司
3. 無限大の未来へ
4. Twinkle Collector
5. Bright Future
6. 夕焼けオレンジ
7. Magic Hour p.m.8
8. ラブラブのテーマ
9. ラブラブのテーマ（黒沢ともよソロ）
10. ラブラブのテーマ（深川芹亜ソロ）
11. ラブラブのテーマ（田中美海ソロ）
12. ラブラブのテーマ（松田利冴ソロ）
13. ラブラブのテーマ（吉田有里ソロ）

### DVD
- FIVE STARS FESTIVAL 2018

2018年7月15日に品川グランドホールで開催された、「A&G NEXT BREAKS FIVE STARS FESTIVAL 2018 第二部」の映像をDVD化。舞台裏メイキング映像も収録。
「A&G NEXT BREAKS FIVE STARS FESTIVAL 2019」の物販で先行発売され、2019年7月1日よりA&Gショップにて一般発売された。

## コラボ企画
- Dash!! スシニンジャ

2015年12月7日〜18日の間、サイバーステップ株式会社が提供するゲームアプリ「Dash!! スシニンジャ」とのコラボ企画を実施。
- 大日本印刷「FUN'S PROJECT」

2018年6月11日開始。2019年3月29日終了。

## フロート番組

### 虹のコンキスタドール　ふわりん放送室
2018年4月2日から毎回配信する動画番組。配信時間は20:15頃から約10分間。
アイドルグループ「虹のコンキスタドール」のメンバー二人がパーソナリティを務める。
パーソナリティ
- 鶴見萌
- 中村朱里

### 過去のフロート番組

#### 虹のコンキスタドール　毎日が放送部
2016年7月4日（第1回）から毎回配信されていた動画番組。配信時間は20:15頃から約10分間。
アイドルグループ「虹のコンキスタドール」のメンバー二人がパーソナリティを務める。
当初は、根本凪と陶山恵実里の二人がパーソナリティだったが、陶山が活動休止したためメンバーから一人週替りで根本とパーソナリティを務めている。
パーソナリティ
- 根本凪
- 週替りパーソナリティ

## エピソード
- 月曜日の第1回放送で、黒沢が番組ツイッターを紹介するとき、「（_）アンダーバー」の部分を低い声で読み、以降も低い声で読み続けたことで、各曜日のパーソナリティが真似をしだし、更には他番組（「A&G NEXT GENERATION Lady Go!!」の小松未可子）にまで波及した。
- 月曜日はテーマメールで、リスナーから音源を募ることがある（方言での告白セリフ、黒沢ともよバースデー記念音源、フェスティバル音源など）。これは黒沢と局内で度々会っていた鷲崎健の「鷲崎健のTHE CATCH」で行われている「THE 三角コーナー」など音源を紹介する番組の影響を受けたもので、実際に音源を送るリスナーの中には普段の月曜リスナーに加えて、「三角コーナー」の常連リスナー（三角戦士）の投稿も多かった。
- 収録時代は後番組が生放送の「A&G NEXT GENERATION Lady Go!!」であったため、黒沢は月曜担当の上坂すみれに毎週無茶ブリをしていた。2015年6月22日の放送では黒沢が生放送中の番組に上坂に内緒で乱入し、7月にも会員チャンネルにゲスト出演した。深川も火曜担当の小松未可子に非常に雑な無茶ブリをしていた（グッズの宣伝を押し付けるなど）。Lady Go!!火曜日の最終回に深川はプレゼントを贈った。
- 火曜日は後番組の「RADIO 4Gamer Tap（仮）」が生放送の時、パーソナリティのマフィア梶田がスタジオに現れることがある。
- 水曜日は田中本人が選曲した曲が流れている間は、田中がその曲のタイアップ先のアニメの話を、曲が終わるまで好きに話すことができる時間を設けている。
- 水曜日はリスナーから届いたテーマメールを読んでいる時、その内容が感動的なものであった時に、田中が感極まってしまいまともにメールを読めなくなることがあるため、その際は放送中にテーマが変更になるときがある。
- 2015年8月第3週「STAR LINKS」の「利冴リンクス」で、松田が各曜日にテーマカーラーを決めたいという旨のメッセージを送り、各曜日のテーマカラーが決定した。黒沢がピンク、深川が黄色、田中が水色、松田が緑、吉田がラベンダー色。松田は各曜日に「緑だけは…」と懇願。吉田は最初紫にするつもりだったが「○欲が爆発してる」と思われるのが嫌なのでラベンダー色を主張した。以降ニコニコ生放送のコメントカラーやグッズのカラーはこれが基となっている。
- 金曜日は時々ブースの外に「カンペの人」が遊びに来ており、カンペで適当に吉田に指示を出したりしている。大人の事情により基本的に声を出すことはできないらしい。
- 2017年1月18日の放送では、「A&G NEXT GENERATION Lady Go!!」で水曜日のパーソナリティを務めていた大久保瑠美が代打パーソナリティを担当。以降、「Lady Go!!」パーソナリティがゲスト・代理パーソナリティを務める際は、「Lady Go!!」時代のオープニングやコーナーなどを混ぜて放送する事が慣例となっている。（2017年5月9日放送分：小松未可子ゲスト出演時等）
- 2017年3月最終週「STAR LINKS」の「卒業証書授与リンクス」は、スタッフの書いた卒業証書（これまでの番組での頑張りや功績を称えた内容）をパーソナリティが朗読するものであったが、火曜日の深川が内容に感極まって号泣し、それ以降番組内で涙を流す回数が多くなり、リスナーから涙を誘うようなメールが多く届くようになった。しかしスタッフが「普段の放送でこれなら本当の最終回は放送にならないのでは」と危惧したことで、2017年9月26日（深川の22歳誕生日当日）に「最終回リハーサル」と題して、番組後半を最終回の体で放送し、リスナーからは花束、寄せ書き、最終回の体で書いたメールが多く届き、結果的にほとんど泣きながらの放送となった。このリハーサル放送から二年後の2019年9月24日、火曜日最終回の放送が本当に深川の誕生日放送と重なることとなった。
- 2017年8月25日金曜日の放送は、吉田の地元佐賀県から放送された（後の放送で県内の東横インから放送していたことが明らかになった）。
- 超A&G+の番組ではパーソナリティがスタッフを弄ることが多いが、この番組は生放送に移行してから特に顕著で毎日のように話題にあがる。
スタッフが主役になる企画が組まれることも多い（各曜日のスタッフが12月の寒空の下でミッションを達成する「師走なので走リンクス」など）。
  - 月曜日は作家に加えディレクター（滝澤瞳：たっきい）など含めて女性陣が多く、黒沢曰く「すぐに女子会が始まる」。その緩い雰囲気から黒沢が「月曜ほこほこFIVE STARS」と名付けた。
  - 火曜日は作家（小林洋平：ちゃんこ）や、水曜担当ディレクター（大野行男：i☆Risおじさん、前番組のA&G ARTIST ZONE THE CATCHでディレクターを務めているため、そのままスタジオにいることが多い）が、深川の無茶ぶりや暴言、果てはリスナーのメールで巻き添えをくらい、無理矢理映像や音声に乗せられることがある。
火曜日ディレクターの中川は通称「ロデオD」と呼ばれているが、これは中川の下の名前がGRANRODEOのボーカルで声優の谷山紀章と同じ読みだった所が由来であり、以降他番組でもロデオDの名前で呼ばれることもある。
  - 水曜日はディレクターの大野行男が、自ら歌唱した音源を流すなどしている。また、2016年春ごろまで火曜担当作家のちゃんこが代理で水曜日を担当していた（ちゃんこ曰く「火曜からの亡命」）。2016年以降は月曜作家の関が隔週で作家を担当している。
  - 木曜日は作家（八木橋淳）のファッションがオシャレということもあり、松田が時々服をもらうことがある。松田と同じく特撮好きということもあり、木曜は頻繁に特撮の話をする。また、サブ作家（岡野帆風：おかぴ）が、「タメ口で喋りたい」のコーナーで松田の会話相手になっていた。
  - 金曜日はサブ作家（田中克樹：エクアドル田中）が「ゆーりがんばれチャレンジ」のシミュレーションを行う、その日のテーマメールの例題を作るなどしている。その他にも奇抜な行動や仰天エピソードが多く、吉田に「（メールを送る）リスナーのハードルが上がる」と言われている。また月曜日のサブ作家（羽島泰弘：バード）がエクアドル田中が同期であるという繋がりもあり、金曜日に度々出演しており、2017年10月23日の放送では吉田と金曜スタッフが羽鳥の家に行った模様がオンエアされた。
  - 各曜日、田中美海の影響もありWake Up,Girls!を好きなスタッフが多いが、田中を一番に推している人がいないことを本人が嘆くことが多い。